# Liconasco
Liconasco è una frazione del comune italiano di Giussago. Costituì un comune autonomo fino al 1872, quando fu aggregato al comune di Carpignago.

## Storia
Liconasco appare nel 1181 come Lucunaxi; appartenne alla Campagna Soprana ed era feudo del Monastero della Certosa di Pavia. Nel 1757 gli furono aggregati i comuni di Novedo, Moriago e San Colombanino. Nel 1872 fu soppresso e unito a Carpignago, a sua volta aggregato a Giussago nel 1928.

## Società

### Evoluzione demografica
Abitanti censiti:
- 82 nel 1751
- 358 nel 1805
- 309 nel 1853
- 549 nel 1859
- 543 nel 1861
- 626 nel 1871
- 33 nel 2001[4]